# Poraniopsis
Genre
Les Poraniopsis sont un genre d'étoiles de mer de la famille des Poraniidae.

## Liste des espèces
Selon World Register of Marine Species (19 janvier 2015) :
- Poraniopsis echinaster Perrier, 1891 -- Atlantique sud et Pacifique sud-est
- Poraniopsis inflata (Fisher, 1906) -- Pacifique est
- Poraniopsis jordani Gotshall, 1994 -- nomen nudum

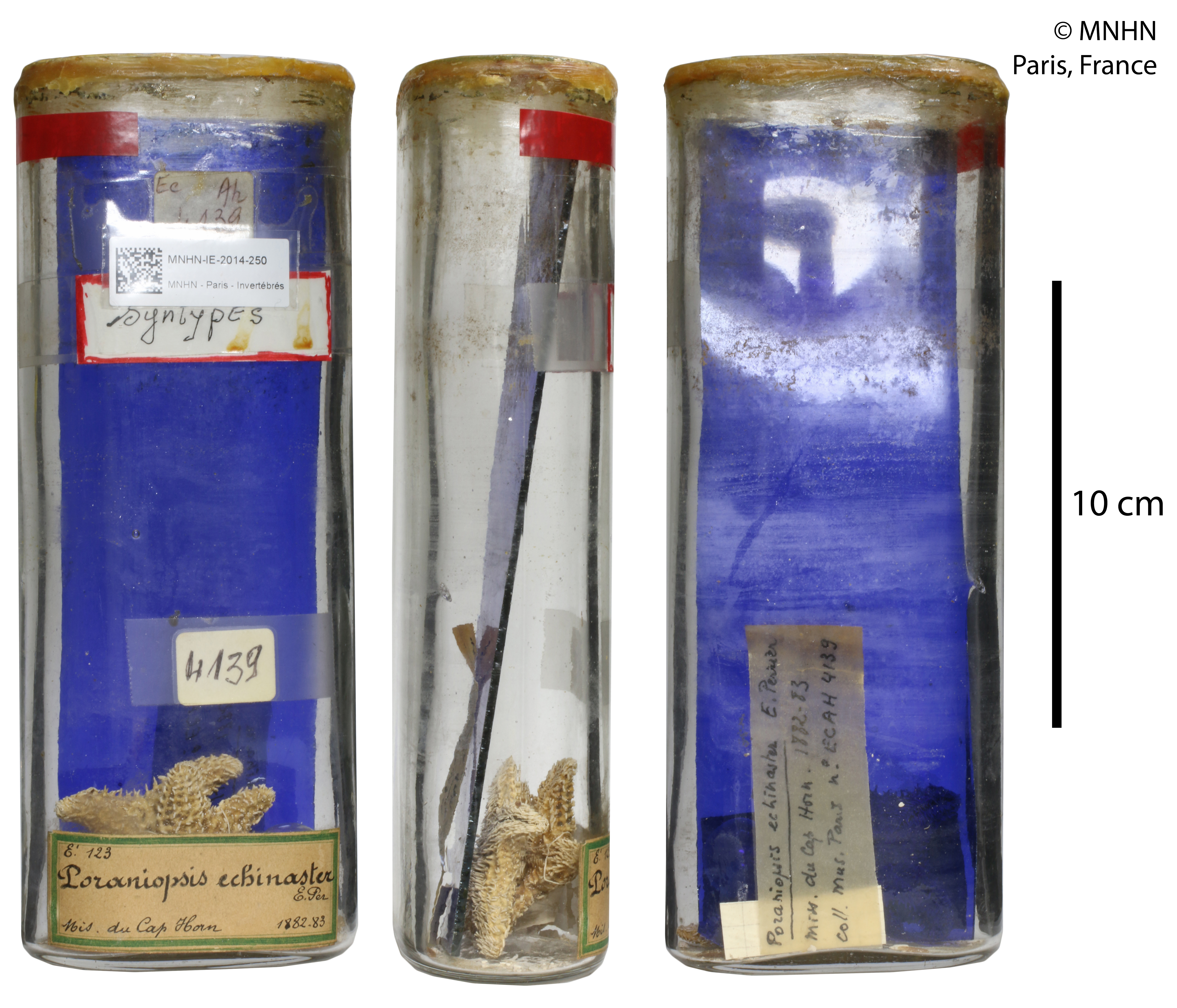
Poraniopsis echinaster
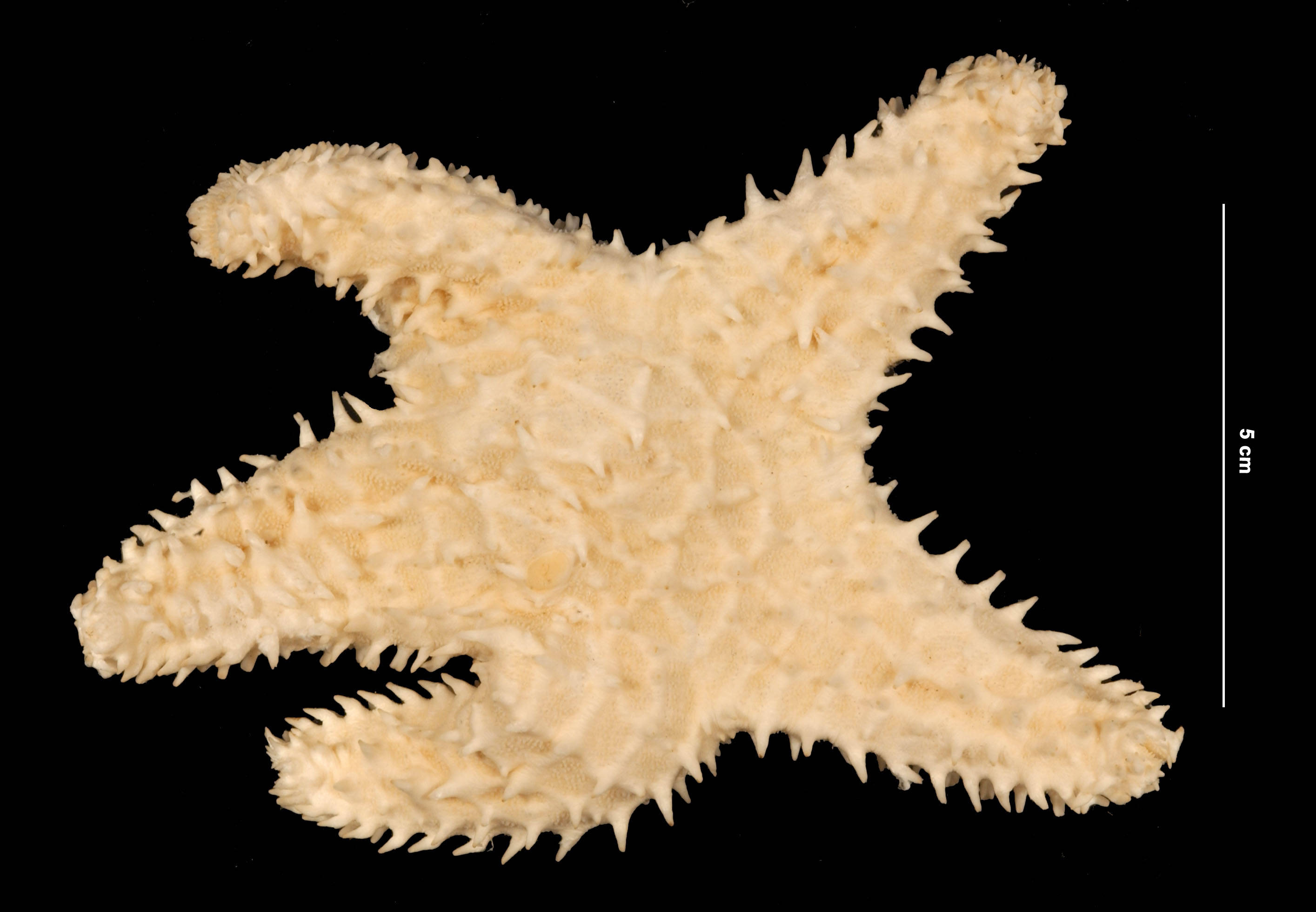
Poraniopsis inflata